# Kurt Riezler
Kurt Riezler (* 11. Februar 1882 in München; † 6. September 1955 ebenda) war ein deutscher Diplomat, Politiker und Philosoph. Als enger Vertrauter des Reichskanzlers Theobald von Bethmann Hollweg vor und im Ersten Weltkrieg verfasste er die „Riezler-Tagebücher“, die als Quellenzeugnis in der einschlägigen Forschung zum Ersten Weltkrieg kontrovers diskutiert wurden.

## Lebensweg und familiäres Umfeld
Die Familie Riezler stammt aus dem Gebirgsort Riezlern im Kleinwalsertal. Kurt Riezler war der Enkel von Joseph Riezler, dem Jüngeren der als Gebrüder Riezler bekannten Mitbegründer der Bayerischen Hypotheken- und Wechselbank, deren Vater als Händler ein Vermögen erworben, eine Erbin des Bankhauses Ruedorffer geehelicht hatte und sich in München niedergelassen hatte.
Kurt Riezlers Eltern waren der schon 1889 verstorbene katholische Kaufmann Heinrich Riezler und seine Ehefrau Margarethe (geborene Heffner). Kurt besuchte in München das Luitpold-Gymnasium und das Theresien-Gymnasium und studierte dort bis zur wirtschaftsgeschichtlichen Promotion über Das zweite Buch der Pseudoaristotelischen Ökonomik bei Robert von Pöhlmann und Lujo Brentano 1905 Altertumswissenschaften und Philosophie.
Kurts Bruder Walter Riezler (1878–1965) war Archäologe und Musikwissenschaftler. Sein Onkel Sigmund von Riezler (1843–1927) war Professor für bayerische Geschichte an der Universität München, dessen Sohn Erwin Riezler (1873–1953) war ebendort Jura-Professor und dessen Sohn Wolfgang Riezler (1905–1962) war Professor für Kernphysik in Bonn.
Unter dem nach dem Namen seiner Urgroßmutter gewählten Pseudonym J. J. Ruedorffer veröffentlichte Kurt Riezler 1912 eine Theorie der Politik, 1914 die Schrift Grundzüge der Weltpolitik der Gegenwart und 1920 Die drei Krisen. Eine Untersuchung über den gegenwärtigen politischen Weltzustand.
Nach einer Weltreise war Riezler 1906 als Pressereferent ins Auswärtige Amt eingetreten und wurde nach Gesandtschaften, die ihn ab 1910 nach Ostasien, Stockholm und Moskau führten, 1915 Vortragender Rat in der Reichskanzlei unter Theobald von Bethmann Hollweg. Als dessen engster Berater verteidigte er die Kriegs- und Außenpolitik Wilhelms II. im Ersten Weltkrieg, etwa als Verfasser des Septemberprogramms. Riezler setzte sich unter anderem für die Förderung einer Revolutionierung Russlands ein, die mit der Unterstützung Lenins im Vorfeld der Oktoberrevolution auch erreicht wurde.
Nach dem Frieden von Brest-Litowsk wurde Riezler im April 1918 Botschaftsrat in Moskau. Sein Vorgesetzter war der Geschäftsträger der erst am 2. April 1918 in Moskau eröffneten deutschen Botschaft, Wilhelm von Mirbach-Harff (1871–1918). Bei dem Attentat auf Mirbach-Harff am 6. Juli 1918 in dem Gebäude der deutschen Botschaft durch zwei linke Sozialrevolutionäre war auch Riezler im Raum. Dabei wurde auch auf ihn und den Dolmetscher Müller geschossen. In den letzten Kriegswochen wechselte Riezler nach Berlin und arbeitete hier als Kabinettschef des letzten kaiserlichen Staatssekretärs des Auswärtigen Amtes, Wilhelm Solf. Nach Kriegsende wirkte er bis Juni 1919 als Vertreter der Reichsregierung bei der bayerischen Regierung unter Johannes Hoffmann in Bamberg maßgeblich an der Niederschlagung der Münchner Räterepublik mit. Von November 1919 bis April 1920 war er Leiter des Büros des Reichspräsidenten Friedrich Ebert und wurde im Zusammenhang damit zum Gesandten ernannt.
Im April 1920 zog sich Riezler, mittlerweile Mitglied der DDP, aus Protest gegen die Unterzeichnung des Versailler Vertrags aus der Politik zurück und wurde Privatgelehrter. Im Jahr 1928 wurde er geschäftsführender Vorsitzender des Kuratoriums der Johann-Wolfgang-Goethe-Universität in Frankfurt am Main und dort Honorarprofessor für Philosophie.

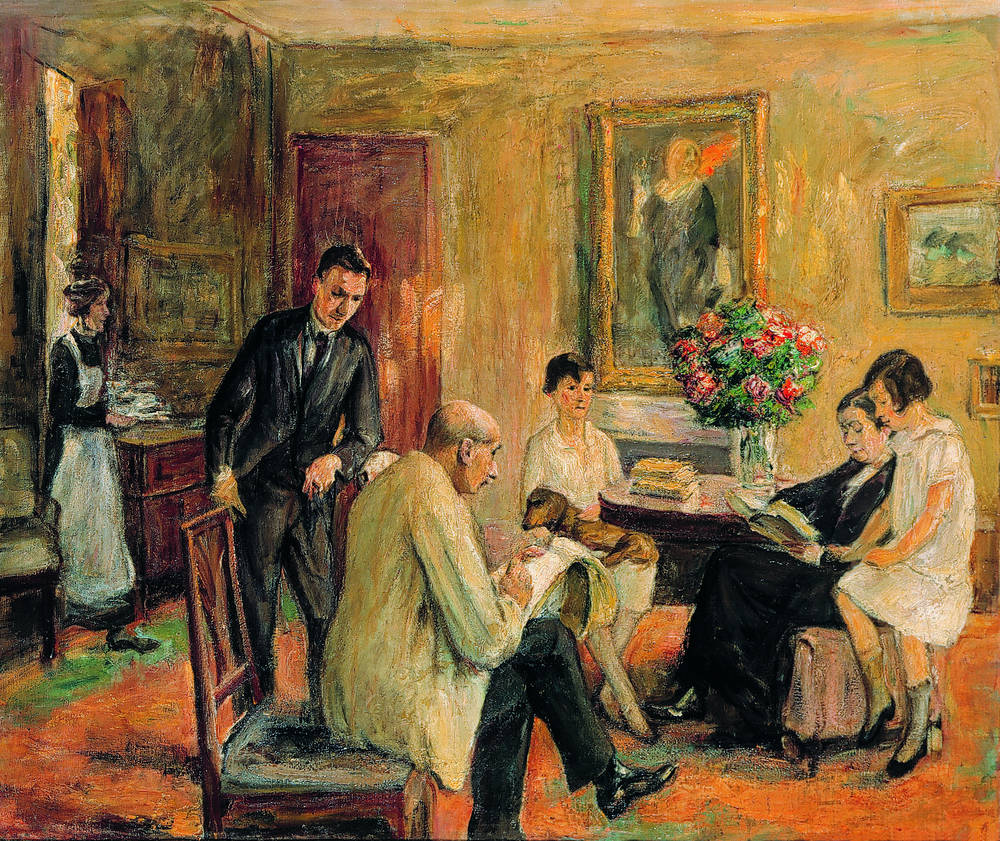
Kurt Riezler neben seinem Schwiegervater sowie mit Gattin, Schwiegermutter und Tochter, in: Familie Liebermann, 1926 von Max Liebermann

Bereits 1915 hatte Kurt Riezler Käthe Liebermann (1885–1952), einziges Kind des Malers Max Liebermann, geheiratet; der Ehe entstammte die Tochter Maria (1917–1997). Von den Nationalsozialisten wurde die Ehe mit der Jüdin und Nachfahrin einer Berliner jüdischen Industriellen-Familie als „Mischehe“ gebrandmarkt.
1933 wurde Riezler nach Inkrafttreten des Berufsbeamtengesetzes aus politischen Gründen als Kurator entlassen und als Wartestandbeamter pensioniert. 1934 wurde ihm nach Protesten nationalsozialistischer Studierender und wegen seiner "nichtarischen" Ehefrau auch die Lehrbefugnis entzogen (§ des Berufsbeamtengesetzes). Danach aus Frankfurt wieder nach Berlin umgezogen, emigrierte Riezler mit seiner Frau und Tochter 1938 in die USA.
Nach dieser Emigration wurde Riezler Professor an der New School for Social Research in New York City, hatte daneben Gastprofessuren an der University of Chicago und der Columbia University inne. 1944 wurde er im Deutschen Reich ausgebürgert. 1954 kehrte er nach Europa zurück und siedelte sich in Rom an, hielt noch Gastvorlesungen an der Frankfurter Universität, starb aber bereits im September 1955 in München.

## Riezler-Tagebücher und „Briefe an Käthe“
Die Riezler-Tagebücher genannten Notizen Riezlers aus der Zeit vor und während des Ersten Weltkrieges, die Karl Dietrich Erdmann 1972 herausgab, waren bereits vor ihrer Veröffentlichung eine umstrittene, aber wichtige Quelle für die deutsche Kriegszielpolitik im Ersten Weltkrieg und als solche unter anderem Gegenstand der Fischer-Kontroverse. Fritz Stern fasste die Bedeutung Riezlers und seiner Tagebücher in der Debatte der frühen 1960er-Jahre so zusammen:

„Bethmann und Riezler waren ein seltsames Gespann: der deutsche Kanzler von 1908 bis 1917 und ein brillanter junger Gelehrter, seiner Ausbildung nach Altphilologe, seiner Geistesart nach Philosoph und Moralist […]. Die Entdeckung des Riezler-Tagebuchs machte Historiker, mich eingeschlossen, begierig darauf, doch Erdmann beanspruchte die Exklusivrechte und verwehrte den Zugriff auf den vollständigen Text.“

Der Konflikt um die Tagebuch-Edition setzte sich auch nach deren Erscheinen fort. 1983 stellten der Herausgeber Erdmann und sein Opponent Bernd Sösemann in zwei Aufsätzen in der Historischen Zeitschrift (HZ) die gesammelten Argumente beider Seiten vor. Der Herausgeber der HZ, Theodor Schieder, schrieb in seiner Vorbemerkung:

„Die beiden folgenden Beiträge müssen im Zusammenhang mit der zuerst in dieser Zeitschrift wieder aufgenommenen Diskussion (Bd. 188, 191; 1959, 1960) über die Entstehung des I. Weltkriegs gesehen werden. Im Verlaufe dieser Diskussion ist dem Tagebuch Kurt Riezlers, des Beraters des Reichskanzlers Bethmann Hollweg, als wichtigem Quellenzeugnis besondere Aufmerksamkeit gewidmet worden, nachdem es durch die Veröffentlichung Karl Dietrich Erdmanns bekannt geworden war. Bernd Sösemann stellt in dem ersten der beiden Aufsätze die Authentizität dieser Aufzeichnungen Riezlers in Frage, Karl Dietrich Erdmann setzt ihm seine Argumente entgegen.“

Zu den Problemen, die sich der Riezler-Forschung stellen, gehört vor allem, dass die ersten 30 Hefte des Tagebuchs, die sich auf den außenpolitisch hoch brisanten Zeitraum zwischen 1909 und dem Kriegsbeginn im August 1914 beziehen, vermutlich gerade zum Entstehungszeitpunkt der Fischer-Kontroverse durch Walter Riezler vernichtet worden sind, der seinen jüngeren Bruder Kurt um etwa ein Jahrzehnt überlebte. Zudem fehlen auch die auf den Juli und die erste Augusthälfte 1914 bezogenen ersten Seiten in Heft XXXI. Stattdessen gibt es dazu eine anderweitig abgelegte Darstellung Riezlers auf 19 losen Blättern, die als geglättete nachträgliche Neufassung der ursprünglichen Einträge gedeutet wurden und werden:

„Der Verdacht war nicht von der Hand zu weisen, dass es sich bei dieser Überarbeitung um einen Versuch Riezlers handeln könnte, die wahren Motive Bethmann-Hollwegs in der Juli-Krise 1914 zu verschleiern. Allerdings waren allein schon diese umgearbeiteten Aufzeichnungen für den Reichskanzler derart belastend, dass man, wie man sich nicht zu Unrecht fragte: Wie muss erst das Original ausgesehen haben?“

Neuerlich bestätigt sieht John C. G. Röhl diese seine Lesart durch das Auffinden von rund 100 Briefen Riezlers an seine Verlobte Käthe Liebermann aus dem Zeitraum 17. August 1914 bis 1. Mai 1915, die von dem Soziologen Guenther Roth 2009 auf einem Speicher in Baltimore entdeckt wurden. Einen der Briefe Riezlers von Ende August 1914 zitiert Röhl mit der Aussage, dass Bethmann Hollweg doch ein „sehr guter Kopf“ sei; man müsse zugeben, „daß die Inszenierung sehr gut war. Im übrigen war der Krieg zwar nicht gewollt, aber doch berechnet und ist im günstigsten Moment ausgebrochen.“ Für Röhl lassen die Briefe insgesamt keinen Zweifel „an der Absicht der Reichsführung, den Krieg zu entfesseln, ‚um Deutschland an die erste Stelle zu bringen.’“

## Schriften (Auswahl)
- Über Finanzen und Monopole im alten Griechenland. Berlin 1907 (Online).
- Die Erforderlichkeit des Unmöglichen: Prolegomena zu einer Theorie der Politik und zu anderen Theorien. München 1913.
- Grundzüge der Weltpolitik der Gegenwart. Stuttgart/Berlin 1914.
- Gestalt und Gesetz. Entwurf einer Metaphysik der Freiheit. München 1924.
- Parmenides. Frankfurt am Main 1934.
- Traktat vom Schönen. Zur Ontologie der Kunst. Frankfurt am Main 1935.
- Physics and Reality. Lectures of Aristotle on Modern Physics at an International Congress of Science. New Haven (Connecticut) 1940.
- Karl Dietrich Erdmann (Hrsg.): Kurt Riezler: Tagebücher, Aufsätze, Dokumente. Göttingen 1972. (mit Schriftenverzeichnis, S. 739–742).
  - Neuausgabe: Einleitung von Holger Afflerbach, Verlag Vandenhoeck & Ruprecht, Göttingen 2008, ISBN 978-3-525-35817-7.
- Guenther Roth, John C. G. Röhl (Hrsg.): Aus dem Großen Hauptquartier. Kurt Riezlers Briefe an Käthe Liebermann 1914–1915. (= Kultur- und sozialwissenschaftliche Studien / Studies in Cultural and Social Sciences 15). Harrassowitz Verlag: Wiesbaden 2016. ISBN 978-3-447-10596-5 Rezension auf H-Soz-Kult.